# 아시아 AC버스
아시아 AC/AV버스는 아시아자동차의 승합차와 밴형 화물차다. 1.4톤 기아 타이탄의 새시와 엔진을 이용해서 1980년부터 1987년까지 생산되었다. 후속 차종은 아시아 토픽이고, 주요 경쟁 차종은 기아 봉고, 현대 HD 1000, 현대 그레이스이다. AC시리즈는 코치이고, AV시리즈는 밴이다. AC(AV)081은 2700cc급 81마력 XB 엔진을 탑재 했으나, 페이스 리프트 후속 모델인 AC(AV)076은 연비 향상을 이유로 2500cc급 76마력 XA 엔진으로 다운그레이드 되었다. 차명에서 뒤의 두자리 숫자는 엔진 출력을 나타낸다.

## 세부 종류

### AC081/AV081

#### AC081/AV081
AC/AV081는 아시아자동차의 승합차이다. 당시 늘어나는 소화물과 인원 수송을 위해 현대자동차가 HD1000을 판매하면서 아시아자동차 또한 기아 타이탄을 베이스로 자체적인 승합차 제작에 나선다. 초대 타이탄의 캡, XB 엔진, 프레임등을 사용해 1980년에 출시되었다. 디자인의 경우 전면에는 일체형 범퍼와 2등분으로 되어있는 그릴에 2등식 원형 해드램프가 마쓰다 특유의 틀에 내장되어 있다. 방향지시등은 상단에 헤드라이트와 그릴에서 분리시켜 배치했으며 마쓰다 타이탄과 다르게 전체가 주황색이다. 또한 4등분으로 나누어진 환풍구와 측면 환풍구가 특징이다. 타이탄과 공유하는 부위는 기존의 1.4톤 모델이랑 전혀 차이가 없으나 측면 오른쪽에는 슬라이딩 도어가 장착되었으며 슬라이딩이 가능한 창문 2개와 후방에 보조 창문이 위치해 있다. 후면의 경우 박스형 차체 이외에도 트렁크 문의 존재로 후미등이 아시아자동차가 피아트에서 라이센스 생산한 버스에 장착된 것과 동일한 세로 배치 후미등을 사용한다. 화물차인 타이탄과 차별화 하기 위해 빨간색과 파란색이 조합된 사이드 스트라이프를 추가했다. 후미등의 경우 상단부터 방향지시등, 브레이크등, 후진등이다. AV 밴 모델의 경우 기존의 밴과 다르게 철판에 프레스로 창문 형상만 두는게 아닌, 창문 틀에 내부에 나무판을 장착하여 막는방식으로 제작이 되었다. 1981년에 마이너체인지 모델인 AC/AV076에게 자리를 넘겨주고 단종되었다. 경쟁 차종은 현대 HD 1000, 기아 봉고이다.

#### AC076/AV076
AC/AV081의 마이너체인지 차종으로 1981년에 출시되었으며, 코치(Coach)라는 이름이 붙어있다. 마쓰다 타이탄이 페이스 리프트를 하면서 자연스럽게 타이탄 베이스의 AC/AV 미니버스도 페이스 리프트된 슈퍼 타이탄 1.4의 디자인을 이어받았다. 프런트 범퍼의 경우 더욱 각이 진 형태를 하고 있으며 전면 환풍구는 방향지시등이 있는 위치로 각각 이동되었다. 환풍구, 그릴, 헤드램프 태두리가 전부 검은색으로 도색되었으나 국산화를 위해 방향지시등, 측면 방향지시등, 환풍구을 비롯해 여려 부품들이 일본 제품이 아닌 국내 기업에서 생산된것을 채용했다. 대한민국 도로 사정에 맞게 최대 회전 반경은 5.25m이며 15인승의 경우 48% 구배를, 12인승의 경우 51.9%을 주행할 수 있는 등판 능력을 발휘한다. 또한 고형 단면의 사다리형 메인 프레임은 비포장 도로 및 각종 험지에서 운행이 가능하도록 설계되었다. 운전석은 중앙집중식 배치를 통해 모든 기계와 스위치를 조작하기 편리하게 설계되었다. 컬러 글레스를 적용해 밝고 아늑한 실내 분위기와 편안하고 안락한 고급 시트와 승하차 향상을 위해 2단접이식 의자를 설치했다. 브레이크는 듀얼 2리딩타입의 브레이크를 채용하여 이전의 모델보다 제동성능이 우수해졌다. 엔진은 2500cc 77마력의 XA 디젤엔진에 적정량의 연료를 분사하여 완전 연소시키는 VE형 연료 분사 펌프를 채용하여 연료절감과 소음을 줄였다. AV076모델의 경우 밴(Van)라는 이름이 붙어있다. 최저 지상고는 190mm이며 타이어 사이즈는 전후 모두 6.50/16/8PR이다. 후속 차종은 1987년에 출시된 아시아 토픽이다.

#### 제원
| 구분                 | 2.5ℓ 디젤 12인승 2WD                            | 2.5ℓ 디젤 15인승 2WD                            | 2.5ℓ 디젤 밴 2WD                                |
| -------------------- | ----------------------------------------------- | ----------------------------------------------- | ----------------------------------------------- |
| 전장 (mm)            | 4,690                                           | 4,690                                           | 4,690                                           |
| 전폭 (mm)            | 1,690                                           | 1,690                                           | 1,690                                           |
| 전고 (mm)            | 1,995                                           | 1,995                                           | 1,995                                           |
| 축거 (mm)            | 2,495                                           | 2,495                                           | 2,495                                           |
| 윤거 (전, mm)        | 1,390                                           | 1,390                                           | 1,390                                           |
| 윤거 (후, mm)        | 1,400                                           | 1,400                                           | 1,400                                           |
| 승차 정원            | 12명                                            | 15명                                            | 3명                                             |
| 변속기               | 수동 5단                                        | 수동 5단                                        | 수동 5단                                        |
| 서스펜션 (전/후)     | 리지드 액슬 리프 스프링/리지드 액슬 리프 스프링 | 리지드 액슬 리프 스프링/리지드 액슬 리프 스프링 | 리지드 액슬 리프 스프링/리지드 액슬 리프 스프링 |
| 구동 형식            | 후륜 구동                                       | 후륜 구동                                       | 후륜 구동                                       |
| 엔진 형식            | XA                                              | XA                                              | XA                                              |
| 연료                 | 디젤                                            | 디젤                                            | 디젤                                            |
| 배기량 (cc)          | 2,522                                           | 2,522                                           | 2,522                                           |
| 최고 출력 (ps/rpm)   | 76/3,600                                        | 76/3,600                                        | 76/3,600                                        |
| 최대 토크 (kg*m/rpm) | 17.0/2,200                                      | 17.0/2,200                                      | 17.0/2,200                                      |
| 공차 중량 (kg)       | 2,100                                           | 2,090                                           | 2,000                                           |
| 최고 속도 (km/h)     | 110                                             | 110                                             | 110                                             |
| 연비 (km/ℓ)          |                                                 |                                                 |                                                 |